# Maré (Rio de Janeiro)
Maré (o Complexo da Maré) è un quartiere (bairro) e favela (slum) della Zona Nord (Zona Norte) della città di Rio de Janeiro in Brasile.

## Amministrazione
Maré fu istituito il 19 gennaio 1994 come unico bairro della omonima Regione Amministrativa XXX del municipio di Rio de Janeiro.